# Jill Haworth
Valerie Jill Haworth (Hove, 15 augustus 1945 - Manhattan, 3 januari 2011) was een Britse actrice. Als veertienjarige maakte ze in 1960 haar debuut in Exodus. Ze speelde regelmatig in horrorfilms, maar had ook gastrollen in diverse tv-series. Ook heeft ze twee jaar lang de rol van Sally Bowles gespeeld in de musical Cabaret op Broadway. 

## Filmografie
- Exodus (1960)
- Les mystères de Paris (1962)
- Because, Because of a Woman (1963)
- Ton ombre est la mienne (1963)
- The Cardinal (1963)
- In Harm's Way (1965)
- It! (1967)
- Horror House (1969)
- The Ballad of Andy Crocker (1969)
- Horror on Snape Island (1972)
- Home for the Holidays (1972)
- The Mutations (1974)
- Strong Medicine (1981)
- Gandahar (1988)
- Mergers & Acquisitions (2001)

## Tv-series
- The Outer Limits (1963)
- 12 O'Clock High (1964)
- The Rogues (1965)
- Burke's Law (1965)
- The Long, Hot Summer (1965)
- Run for Your Life (1965)
- Rawhide (1965)
- The F.B.I. (1965 en 1973)
- The Most Deadly Game (1970)
- Mission: Impossible (1970)
- Bonanza (1971)
- The Psychiatrist (1971)
- Baretta (1976)
- Vega$ (1979)

- Biblioteca Nacional de España: XX4789202
- Bibliothèque nationale de France: cb140386676 (data)
- Gemeinsame Normdatei: 134572521
- International Standard Name Identifier: 0000 0001 0914 4295
- Library of Congress Control Number: no91023319
- MusicBrainz: de571a70-0303-4b20-83fd-0e4e95f3858f
- Nationale Bibliotheek van Israël: 987007458827505171
- SNAC: w6v43hwz
- Système universitaire de documentation: 243351208
- Virtual International Authority File: 71593625
- WorldCat: E39PBJr3wmkFx8HGctWrTfcQMP